# Maurja Birodalom
A Maurja Birodalom a Maurja-család királysága volt az ókori Indiában (i. e. 325–i. e. 183). A dinasztiát Csandragupta Maurja alapította, aki megdöntötte a Nanda-dinasztia uralmát és elfoglalta Magadhát. I. e. 305-ben legyőzte I. Szeleukosz Nikatór szeleukida uralkodót, és birodalmát nyugat felé, a mai Afganisztán területére is kiterjesztette. Országát keleten a Bengáli-öböl határolta, délen pedig a Narbada folyó. Fia, Binduszára elfoglalta a Dekkán fennsíkot, unokája, Asóka, az ókori India leghíresebb uralkodójaként a történelemben először egyesítette csaknem egész Indiát és Afganisztánt. Ezzel fejeződött be Indiában a törzsi szerveződésről a területi alapon szervezett államra áttérés időszaka.
A Kalinga állam elfoglalásakor elkövetett tömeggyilkosságokat őszintén megbánó Asóka buddhista hitre tért át, a buddhizmust államvallássá tette, békepolitikát kezdett és enyhített a törvények szigorán. Halála után a birodalom meggyengült; részeire tagolódott és gyorsan lehanyatlott. Az utolsó maurja uralkodót, Brihadrathát főparancsnoka, Pusjamitra gyilkolta meg.
A Maurja Birodalom volt az indiai bennszülött civilizáció első nagy virágkora. Gazdasági életének alapja a mezőgazdaság, másodsorban a kereskedelem volt, az állam fő bevételei a földadók voltak.
Kultúráját perzsa és görög hatások is érték.